# Парфенов Віталій Георгійович
Віталій Георгійович Парфенов (21 листопада 1930, місто Джанкой, тепер Автономна Республіка Крим — ?) — молдавський радянський діяч, голова Державного комітету Молдавської РСР із матеріально-технічного постачання. Кандидат у члени ЦК КП Молдавії в 1981—1990 роках. Депутат Верховної Ради Молдавської РСР 10—11-го скликань.

## Біографія
Народився в родині службовця. З 1948 до 1949 року працював лаборантом на одному із заводів Москви.
У 1955 році закінчив Ленінградське вище інженерно-морське училище.
У 1955—1957 роках — моряк-електрорадіонавігатор на пароплаві «Дмитрий Пожарский» Балтійського морського пароплавства в місті Ленінграді.
У 1957—1961 роках — начальник лабораторно-дослідницького відділу, заступник начальника спеціального конструкторського бюро, в 1961—1965 роках — заступник директора Бельцького виробничо-технічного об'єднання імені Леніна Молдавської РСР.
Член КПРС з 1963 року.
У 1965—1970 роках — старший референт відділу промисловості Управління справами Ради міністрів Молдавської РСР.
У 1970—1975 роках — заступник начальника Головного управління Ради міністрів Молдавської РСР із матеріально-технічного постачання.
15 липня 1975 — 7 вересня 1978 року — начальник Головного управління Ради міністрів Молдавської РСР із матеріально-технічного постачання.
У 1976 році закінчив Заочну Вищу партійну школу при ЦК КПРС.
7 вересня 1978 — 7 липня 1986 року — голова Державного комітету Молдавської РСР із матеріально-технічного постачання.
Подальша доля невідома.

## Нагороди
- орден «Знак Пошани»
- медалі